# Sear Bliss
Sear Bliss est un groupe hongrois de black metal symphonique, originaire de Szombathely. Leur style musical est un mélange assez innovant de black metal et d'instruments plus traditionnels. En plus des claviers, le groupe utilise abondamment des instruments à vent, comme la trompette, le trombone ou encore la flûte (plus rarement), donnant une dimension mystique et envoutante à leurs titres.
À leurs débuts, sur leur première démo, The Pagan Winter, et leur premier album studio, Phantoms, la musique était beaucoup plus brutale, à l'image du black metal de l'époque, bien que le clavier était quand même bien présent. Par la suite, les éléments atmosphériques au clavier et les instruments à vent ont pris une place plus importante dans les compositions.

## Historique

### Débuts (1993–1996)
Sear Bliss est formé en automne 1993 à Szombathely par András Nagy, qui est le chanteur, bassiste et maintenant également claviériste en studios dans le groupe,. À cette période, il s'occupe seulement du chant. Le rôle de bassiste est attribué à Csaba Tóth. Cette formation est complétée par János Barbarics à la guitare et par Norbert Keibinger à la batterie. Csaba Tóth quittera le groupe peu après, en 1994,, laissant à András Nagy le rôle de bassiste. D'autres membres sont alors recrutés au cours de cette même période. Le chanteur Zoltán Csejtei et le guitariste Csaba Csejtei rejoignent la formation, qui se complètera par la suite avec l'arrivée de Winter aux claviers et de Gergely Szűcs à la trompette.
Au début de l'année 1995, le groupe entre en studios pour enregistrer leur première démo, The Pagan Winter. Pendant l'enregistrement, en avril, Norbert Keibinger quitte la formation. Le batteur Balázs Bertalan est alors recruté pour terminer l'enregistrement de la démo, qui sort en mai 1995. Cette première production assez prometteuse attire vite l'attention des labels de metal extrême sur ce groupe de black metal underground de l'Europe de l'Est. La formation signe donc un contrat de trois albums avec le label Mascot Records. Par la suite, Winter se fait temporairement remplacer par le trompettiste Szűcs quand ce dernier quitte le groupe lorsqu'il commence à travailler sur ses propres compositions. Cependant, il revient dans le groupe peu après. En août la même année, le groupe joue son premier concert à Budapest.
En 1996, Sear Bliss entre au LMS Studio pour l'enregistrement de son premier album, Phantoms. L'album, initialement intitulé Phantom, est publié en août 1996. Le magazine de metal Aardschok lui accorde le titre d'« album du mois ». Il s'agit de la première et seule fois dans l'histoire de ce magazine que ce titre revienne à un album de black metal. En novembre 1996, le groupe enregistre la chanson In the Shadow of Another World au Nautilus Studio de Sopron. En décembre la même année, leur chanson Aeons of Desolation apparaît sur la compilation Extreme Rock'N'Roll Series I, publiée par Mascot Records.

### Premiers succès (1997–1999)
Sear Bliss part en tournée de promotion de leur album avec le groupe de black metal suédois Marduk en février et mars 1997. Il s'agit de leur première tournée d'ampleur internationale. Peu après la fin de leur tournée, Csaba Csejtei et Winter quittent le groupe. Ils seront remplacés par Zoltán Schönberger à la batterie et par Viktor « Max » Scheer à la guitare. Cette nouvelle formation entrera bientôt en studios pour la préparation de leur deuxième opus. L'album est mixé deux fois car le premier mixage est jugé décevant par les membres du groupe.
Le deuxième album studio de Sear Bliss, The Haunting, est publié en février 1998. Cet album se démarque de son prédécesseur car les éléments symphoniques et atmosphériques sont davantage mis en avant, par rapport à Phantoms, plus orienté vers un black metal plus brutal et plus direct. La formation partira par la suite en tournée promotionnelle en Europe pendant environ trois semaines avec le groupe de black metal Ancient. Avec la sortie de cet album, le contrat avec le label était donc respecté. Le groupe se met à la recherche d'un nouveau label. Cependant, en raison de conflits avec les autres membres, le guitariste Barbarics et le trompettiste/claviériste Szűcs quittent le groupe en septembre. Le guitariste Andras Horváth P. rejoint la formation peu de temps après.

### Nouvelle ère (2000–2005)
Pendant l'année 2000, le guitariste István Neubrandt et le tromboniste Zoltán Pál rejoignent le groupe. Peu de temps après, la formation repart en studios pour l'enregistrement d'un troisième opus. Ce troisième album, Grand Destiny, est publié en 2001 et rencontre un vif succès parmi les fans et la critique. Cependant, peu avant la sortie de l'album, Horvath P. quitte la formation et le guitariste d'origine de Sear Bliss, Csaba Csejtei, revient dans le groupe. un peu plus tard, Olivér Ziskó est recruté en tant que nouveau claviériste.
Quelque temps après, le groupe signe en novembre 2001, un contrat avec le label Red Stream, qui réédite Grand Destiny en avril 2002, soit environ un an après sa sortie. Pendant ce temps, les membres de Sear Bliss travaillent à la composition de nouveaux titres. Ils passeront le printemps 2002 à l'enregistrement de leur quatrième album, Forsaken Symphony, sorti en octobre 2002. Cet album marque un retour à un black metal brutal et direct de leur premiers titres. La popularité du groupe s'étend encore avec la sortie de cet album. L'album est disponible en dehors des États-Unis et de l'Europe de l'Ouest. Il est également en vente en Russie et dans les états scandinaves.
Plus tard, le groupe fait une apparition au festival Brutal Assault, puis part en tournée avec le groupe Skyforger. En avril 2003, le groupe passe à Budapest avec les groupes Marduk, Immolation et Malevolent Creation. À la fin de cette tournée, le groupe fait son retour en studios pour l'élaboration de leur prochain opus. Glory and Perdition sort donc en août 2004. Le titre Two Worlds Collide fait l'objet d'une vidéo, une première pour le groupe. En novembre 2005, le groupe sort son premier et pour le moment, unique DVD. intitulé Decade of Perdition, il s'agit d'un concert du groupe.

### Activités récentes (depuis 2006)
Pendant l'année 2006, Csejtei quitte à nouveau Sear Bliss, il sera remplacé par Péter Kovács. Peu de temps après, la formation signe un contrat avec le label Candlelight Records. Parallèlement, le groupe signe un contrat avec le label Vic Records pour la réédition de leurs trois premiers albums. L'année suivante, en 2007, sort le sixième album studio du groupe, intitulé The Arcane Odyssey. Cet album est acclamé par la critique,,, et nommé album du mois par de nombreux magazines spécialisée dans le metal[réf. souhaitée]. À la fin de 2008, le groupe travaille sur le DVD de sa quinzième année d'existence sur lequel ils y adaptent un concert enregistré à Budapest.
En 2009, Vic Records réédite les albums Glory and Perdition et Forsaken Symphony, car les versions originales étaient très difficiles à se procurer,. Vers la fin du mois d'août de la même année, tous les membres quittent la formation, excepté Andras Nagy, qui est donc désormais le seul membre restant de la formation d'origine. Les musiciens ayant quitté le groupe forment ensemble un nouveau projet musical, I Divine. Andras Nagy décide donc recruter des musiciens qui ont joué avec lui pendant les premières années de Sear Bliss. Les guitaristes Csaba Csejtei et János Barbarics, ainsi que le batteur Oliver Zisko sont donc rapidement revenus au sein du groupe. En décembre, le trompettiste Balázs Bruszel est recruté dans la formation.
Au cours de la seconde moitié de l'année 2011, Sear Bliss retourne dans les studios pour composer son septième album, Eternal Recurrence, qui est publié le 23 janvier 2012.

## Membres

### Membres actuels
- András Nagy - chant, basse (depuis 1993), clavier (2003, 2011)[3]
- Zoltán Pál - trombone (2000-2009, depuis 2013)[3]
- Attila Kovács - guitare (2008-2009, depuis 2016)[3]
- Gyula Csejtey - batterie (depuis 2013)[3]
- Zoltán Vigh - guitare (depuis 2013)[3]

### Anciens membres
- Csaba Tóth - basse (1993-1994)[3]
- Norbert Keibinger - batterie (1993-1994)[3]
- János Barbarics - guitare (1993-1999, 2009-2016)[3]
- Csaba Csejtei - guitare (1994-1997, 2001-2006, 2009-2013)[3]
- Zoltán Csejtei - chant (1994-1995), batterie (1995-1997)[3]
- Winter - claviers (1994-1995, 1995-1997)[3]
- Gergely Szücs - trompette (1994-1999), claviers (1995, 1997-1999)[3]
- Viktor "Max" Scheer - guitare (1997-1999)[3]
- Zoltán Schönberger - batterie (1997-2009)[3]
- András Horváth P. - guitare (1999-2000)[3]
- István Neubrandt - guitare (2000-2009)[3]
- Olivér Ziskó - claviers (2001)[3]
- Péter Kovács - guitare (2006-2008)[3]
- Attila Kovács - guitare (2008-2009)[3]
- Olivér Ziskó - clavier (2001-2002), batterie (2009-2013)[3]
- Balázs Bruszel - trompette (2009-2013)[3]

### Musiciens de session
- Balázs Bertalan (Extreme Deformity) - batterie (sur la démo The Pagan Winter)
- Attila Török (Amon Hen) - clavier
- Péter Bokros - clavier
- Róbert Pintér - trompette
- Krisztián Varga - guitare
- Attila Csihar - chant (sur l'album Glory and Perdition)

## Discographie

### Albums studio
- 1996 : Phantoms
- 1998 : The Haunting
- 2001 : Grand Destiny
- 2002 : Forsaken Symphony
- 2004 : Glory and Perdition
- 2007 : The Arcane Odyssey
- 2012 : Eternal Recurrence

### Autres productions
- 1995 : The Pagan Winter (démo)
- 2005 : Decade of Perdition (DVD live)